# Halle Monconseil
La Halle Monconseil est une salle multisports située dans le quartier Monconseil à Tours en France.
Inauguré en 2011, la salle peut accueillir des événements sportifs (badminton, boxe, volley-ball, handball, basket). Elle possède une capacité variable pouvant aller jusqu'à 1500 places maximum.
Cette salle est utilisée principalement par le club de basket du Tours Métropole Basket qui évolue en Nationale 1. Elle est desservie par la ligne A du tramway de Tours (arrêt Monconseil).